# Menace d'accouchement prématuré
Pour un article plus général, voir Enfant prématuré.
 Mise en garde médicale
La menace d'accouchement prématuré (ou MAP) est une complication de la grossesse définie par un risque d'accouchement avant 37 semaines d'aménorrhée (Un accouchement étant considéré comme à terme s'il a lieu entre 37 et 41 semaines après les dernières règles).
En obstétrique, on parle de menace d'accouchement prématuré lorsque s'associent des contractions de l'utérus régulières, intenses, prolongées, rapprochées à des modifications du col de l'utérus (qui devient court, mou, et s'ouvre), chez une femme enceinte de moins de 37 SA. C'est une complication potentiellement grave pour l'enfant qui risque de naître avant la fin de sa maturation intra-utérine, et qui doit donc être prévenue et traitée le cas échéant.

## Facteurs de risque et causes

### Facteurs de risque
- Âge maternel inférieur à 18 ans ou supérieur à 35 ans,
- Antécédent d'accouchement prématuré,
- Travail pénible, activité physique trop intense, repos insuffisant,
- Mère célibataire, avec des enfants à charge,
- Grossesse multiple,
- Prise de toxiques (alcool, tabac, drogues),
- Malformations utérines
- Grossesse obtenue par PMA

## Causes locales
- Fibromes utérins sous muqueux (à l'intérieur de l'utérus)
- Malformation utérine (utérus bicorne, monocorne, cloisonné, exposition au distilbène)
- Traumatisme abdominal au cours de la grossesse
- Placenta praevia
- Hématome rétroplacentaire
- Béance cervico-isthmique

## Causes générales
- Infection maternelle
- Chorioamniotite (infection du liquide amniotique), le plus souvent après rupture prématurée des membranes
- Diabète gestationnel
- Hypertension artérielle gravidique

## Causes fœtales
- Macrosomie
- Hydramnios
- Grossesse multiple (25 % des jumeaux naissent prématurés)

## Diagnostic
Il est essentiellement clinique :
- Grossesse de moins de 37 SA,
- Apparition de contractions utérines intenses, interessant la totalité de l'utérus, régulières, douloureuses, répétées,
- Modifications du col de l'utérus : ramollissement, raccourcissement, ouverture, passage en position antérieure

On peut confirmer la menace d'accouchement prématurée par une échographie du col, le toucher vaginal, et la pose d'un tocographe externe pour l'enregistrement des contractions utérines.
Depuis quelques années, plusieurs études ont montré l'intérêt de combiner la mesure du col avec un test de diagnostic biologique dosant l' IGFBP-1 phosphorylée,ou la fibronectine fœtale dans les sécrétions vaginales (l'IGFBP-1 et la fibronectine sont normalement absentes après 24 SA : leur absence lors du test est un bon facteur pronostique pour exclure une MAP).

## Conduite à tenir et traitement
Après avoir affirmé la menace d'accouchement prématurée, la patiente est hospitalisée en centre de médecine périnatale de niveau adapté au terme de la grossesse. La surveillance est effectuée par l'examen du col (toucher vaginal et échographie endovaginale), le cardiotocographe externe (qui enregistre l'activité utérine et le rythme cardiaque fœtal), l'échographie fœtale (évaluation du bien-être fœtal).
Le traitement de la cause, quand celle-ci est déterminée, est primordial : traitement antibiotique de toute infection en cours (infection urinaire, chorioamniotite, etc.)
Un traitement systématique par antibiotiques est de pratique courante aux États-Unis afin de prévenir une infection néonatale à streptocoques de type B.
La tocolyse (traitement médicamenteux de la menace d'accouchement prématuré dont le but est de faire cesser les contractions utérines) est systématique (en dehors de la chorioamniotite qui impose la césarienne urgente : en effet le fœtus baigne dans un liquide amniotique infecté). Certaines équipes utilisent les inhibiteurs calciques en injection intraveineuse continue. Enfin, les femmes porteuses d'une maladie cardiaque grave peuvent être traitées par un inhibiteur de l'ocytocine, sans contre-indications, mais très cher : l'atosiban. La tocolyse ne permet pas d'allonger suffisamment la durée de gestation pour que la naissance soit à terme mais permet d'effectuer l'accouchement dans des conditions optimales en donnant un délai supplémentaire de quelques jours (éventuellement par le transfert de la femme enceinte dans une structure adaptée ou pour permettre les corticoïdes d'agir).
La corticothérapie (traitement par corticoïdes) doit systématiquement être entreprise lorsque la grossesse est de moins de 34 semaines d'aménorrhée. La corticothérapie permet de prévenir la maladie des membranes hyalines, de limiter les risques d'hémorragie intraventriculaire, d'entérocolite nécrosante, et la mortalité globale en cas de prématurité. La corticothérapie permet également la maturation pulmonaire du fœtus. Elle ne semble pas avoir d'intérêt après 34 semaines.
En cas d'accouchement imminent avant 32 SA, il est recommandé l'administration en intraveineux de sulfate de magnésium. Ce traitement diminue le risque de paralysie cérébrale et de trouble du développement moteur chez les enfants prématurés. 

## Les signes d'alerte
Certains signes doivent alerter et justifient une consultation médicale :
- Une pression (impression de poids) ou douleur continue ou rythmique dans le bas du ventre, du dos ou dans le pelvis (cette pression est comme une vague qui envahit parfois jusqu’au visage) ;
- Des douleurs ressemblant à des crampes menstruelles accompagnées ou non de diarrhée ;
- Des saignements ou une perte de liquide clair par le vagin ;
- Des pertes vaginales de teinte ou d’odeur inhabituelles ;
- Des maux de tête, vertiges, palpitations …
- De la fièvre ;
- Une sensation très gênante ou douloureuse liée à l’impression que le bébé pousse sur le col de l’utérus ;
- Une prise de poids avec gonflement des chevilles et des doigts.